# Lill-Brännvinstjärnen
Lill-Brännvinstjärnen är en sjö i Kalix kommun i Norrbotten och ingår i Kalixälvens huvudavrinningsområde.